# 邁阿密中心站
邁阿密中心（英語：MiamiCentral）是一座多用途鐵路車站，車站位於佛罗里达州邁阿密市中心政府中心區。目前此車站為中速鐵路光亮綫的車站，並連接鄰近的政府中心站，政府中心站有迈阿密地铁、都會旅客捷運系統，以及巴士綫。。全部工程完成後，該站于2024年1月13日接入通勤铁路三縣鐵路服务。

## 車站樓層
| P 月台層 | E月台                  | E月台                                    |
| P 月台層 | 5道                    | 三縣鐵路 列車往芒谷阿園 （地鐵轉乘站） → |
| P 月台層 | 4道                    | 三縣鐵路 列車往芒谷阿園（地鐵轉乘站） →  |
| P 月台層 | D月台                  |                                          |
| P 月台層 | 3道                    | 光亮綫往西棕櫚灘 （勞德代爾堡） →        |
| P 月台層 | B－C月台，左／右側開門 |                                          |
| P 月台層 | 2道                    | 光亮綫往西棕櫚灘 （勞德代爾堡） →        |
| P 月台層 | 1道                    | 光亮綫往西棕櫚灘 （勞德代爾堡） →        |
| P 月台層 | A月台，右側開門        |                                          |
| M        | 夾層                   | 光亮綫休息室、零售                       |
| G        | 地面層                 | 出入口、零售                             |

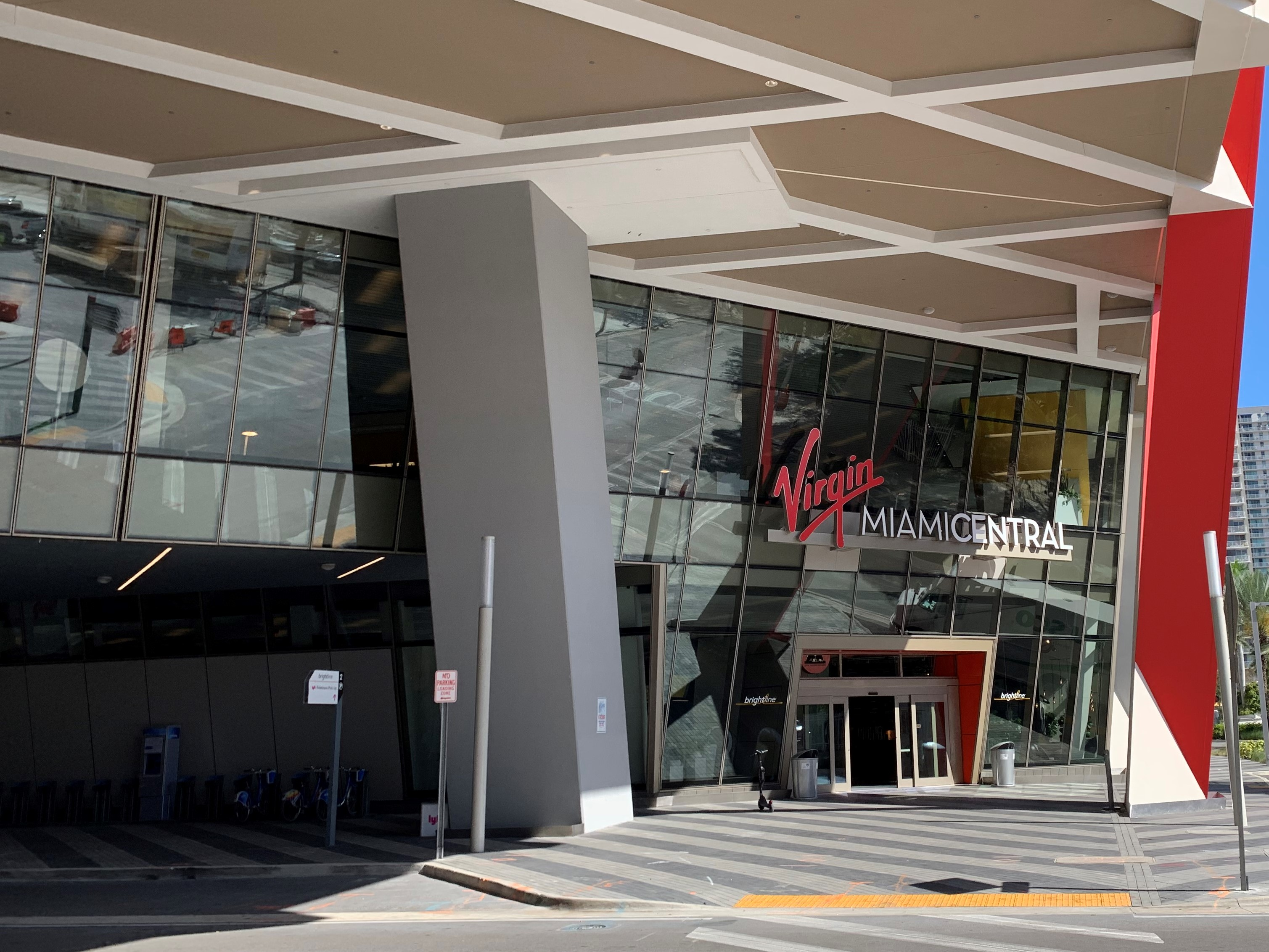
美国维珍铁路运营期间（2019年）
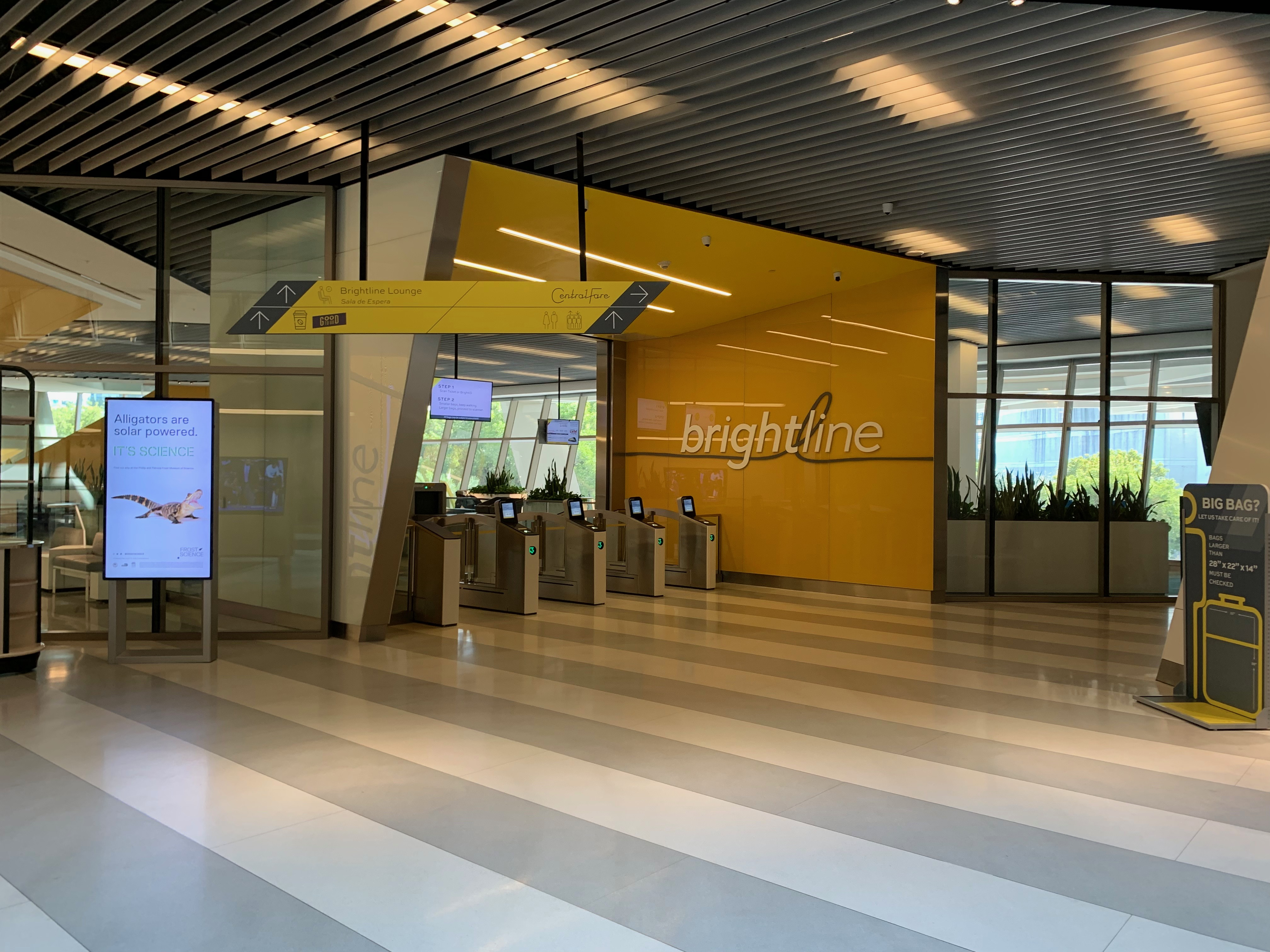
进站口
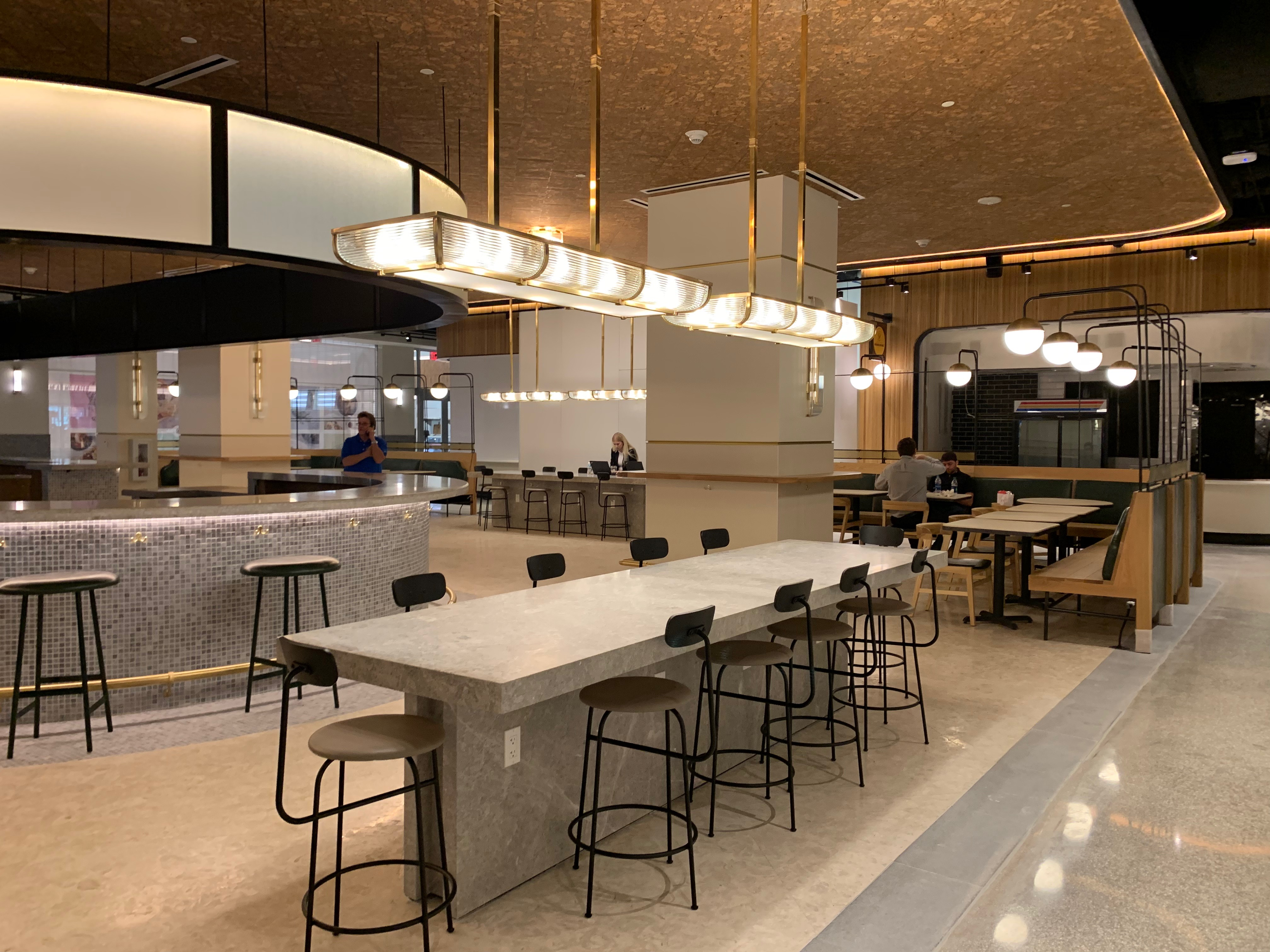
站内商业区
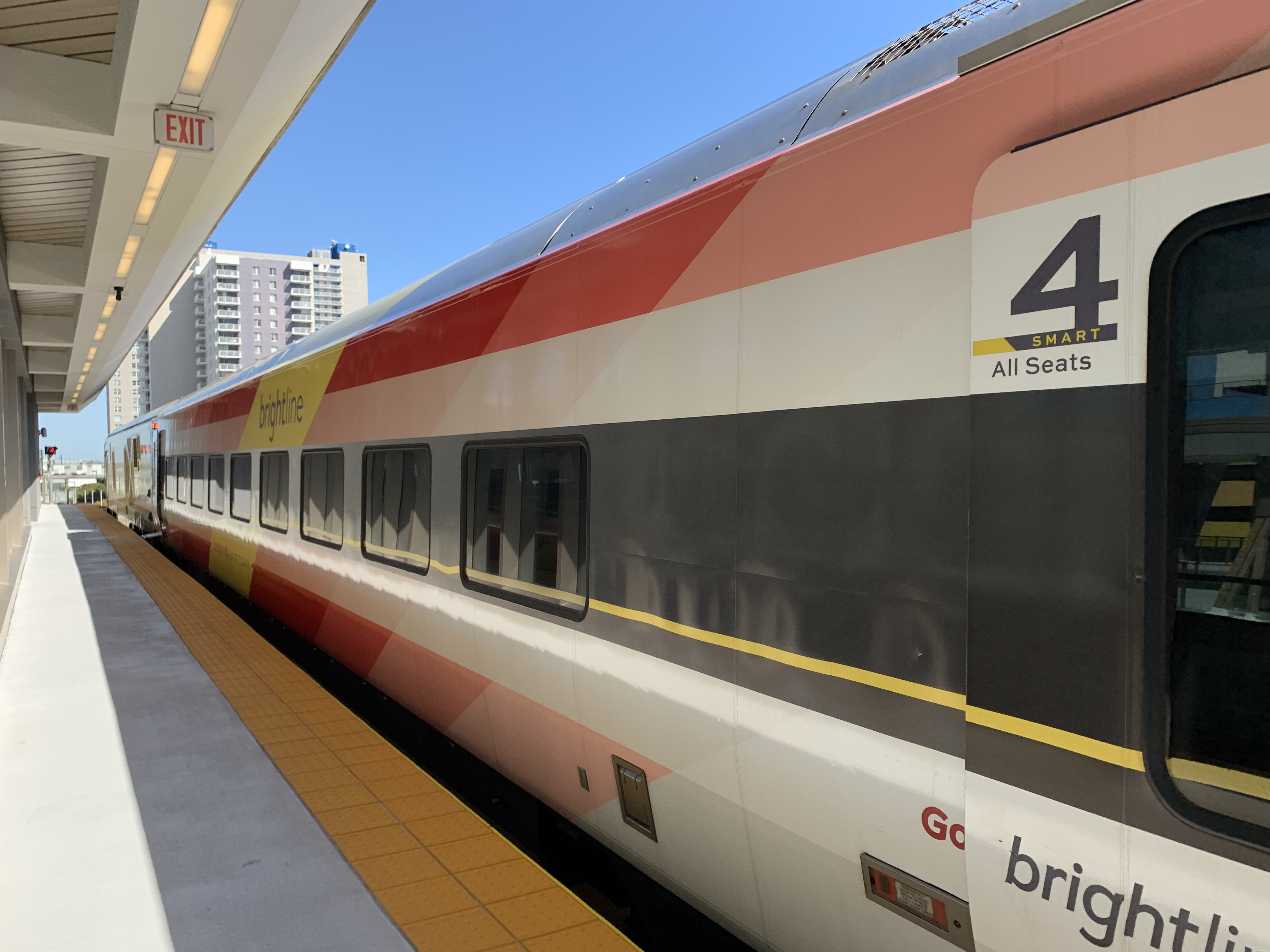
光亮线列车停靠站台
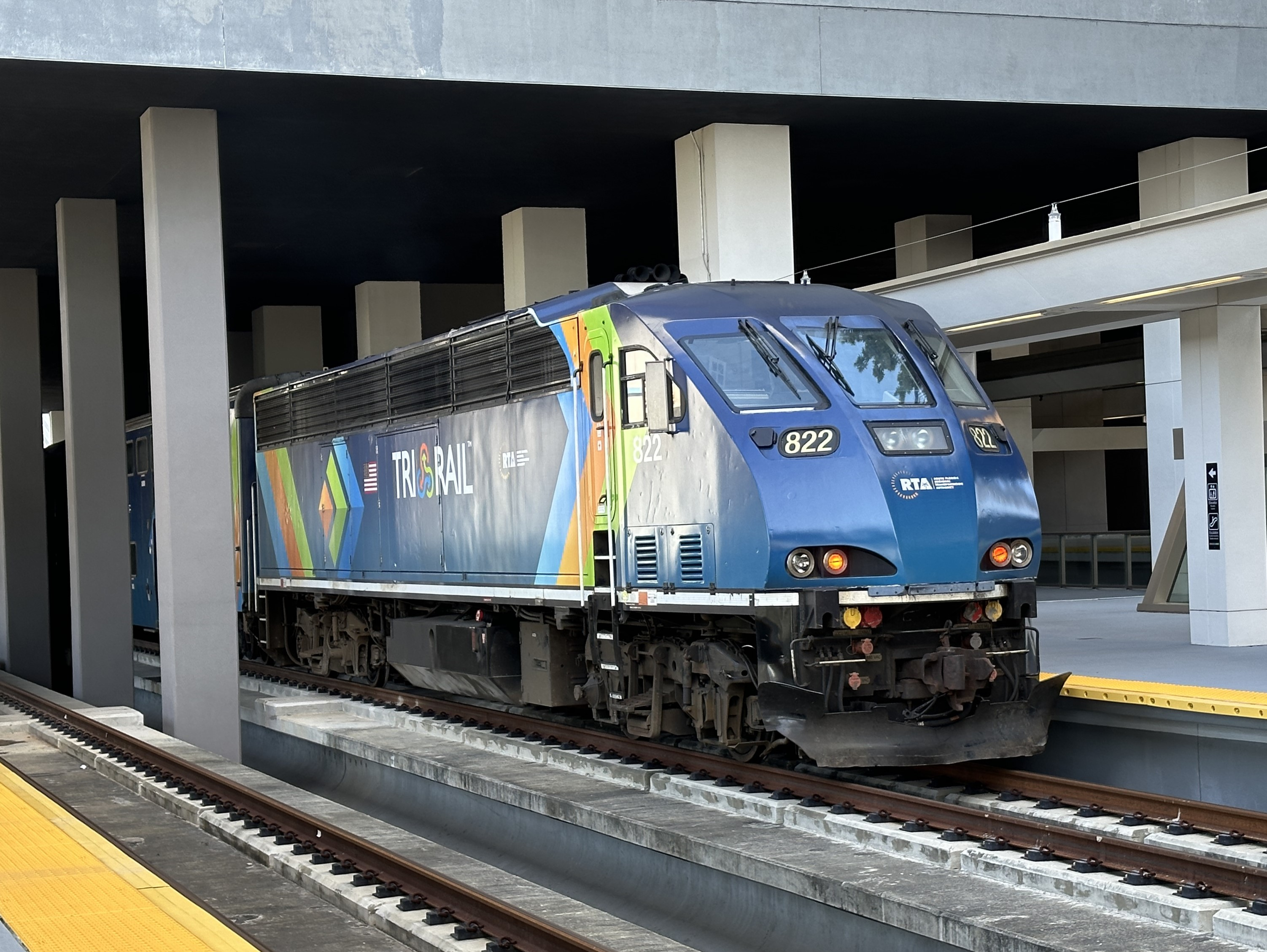
三縣鐵路列车停靠

## 相集

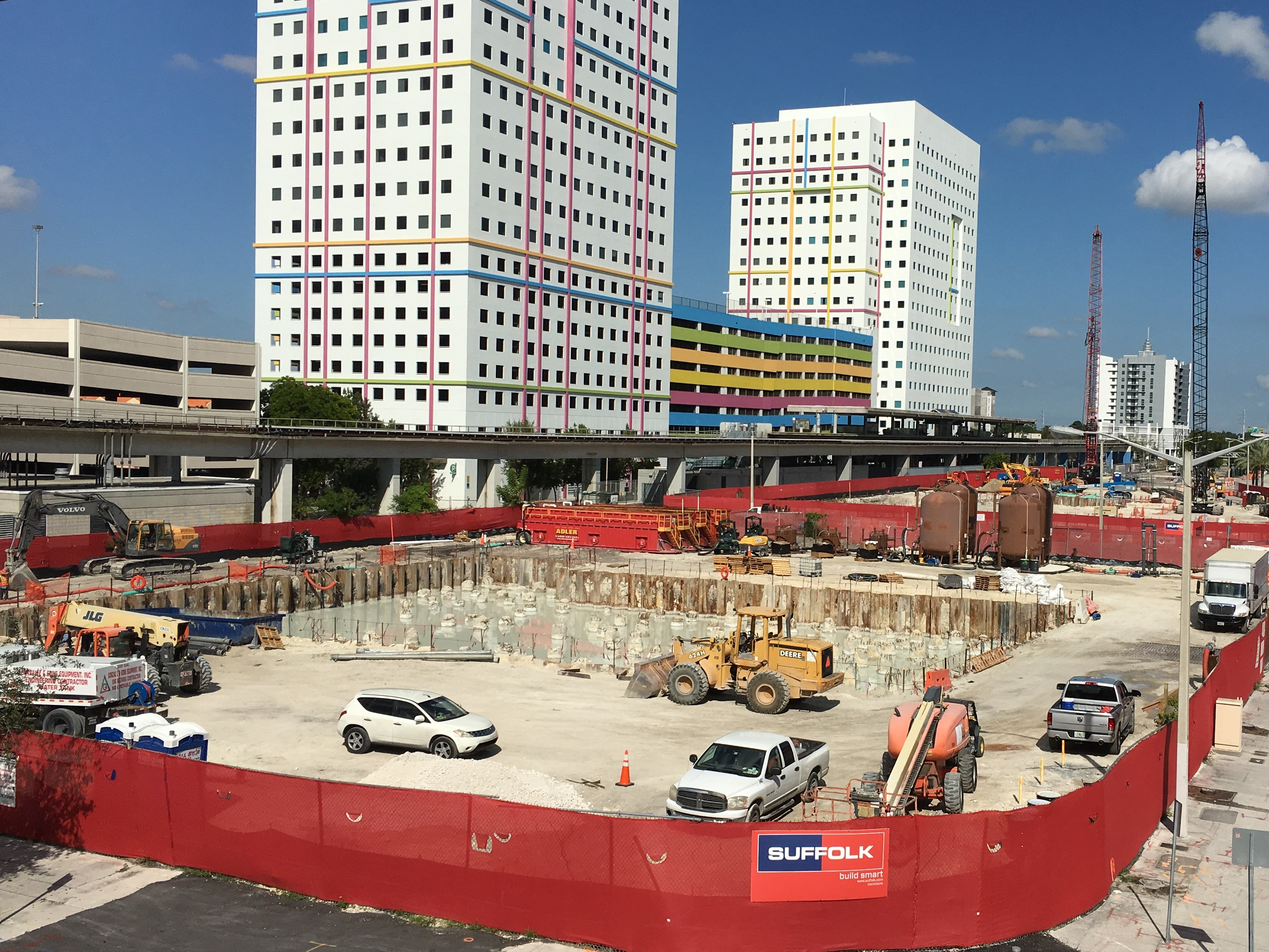
2015年11月
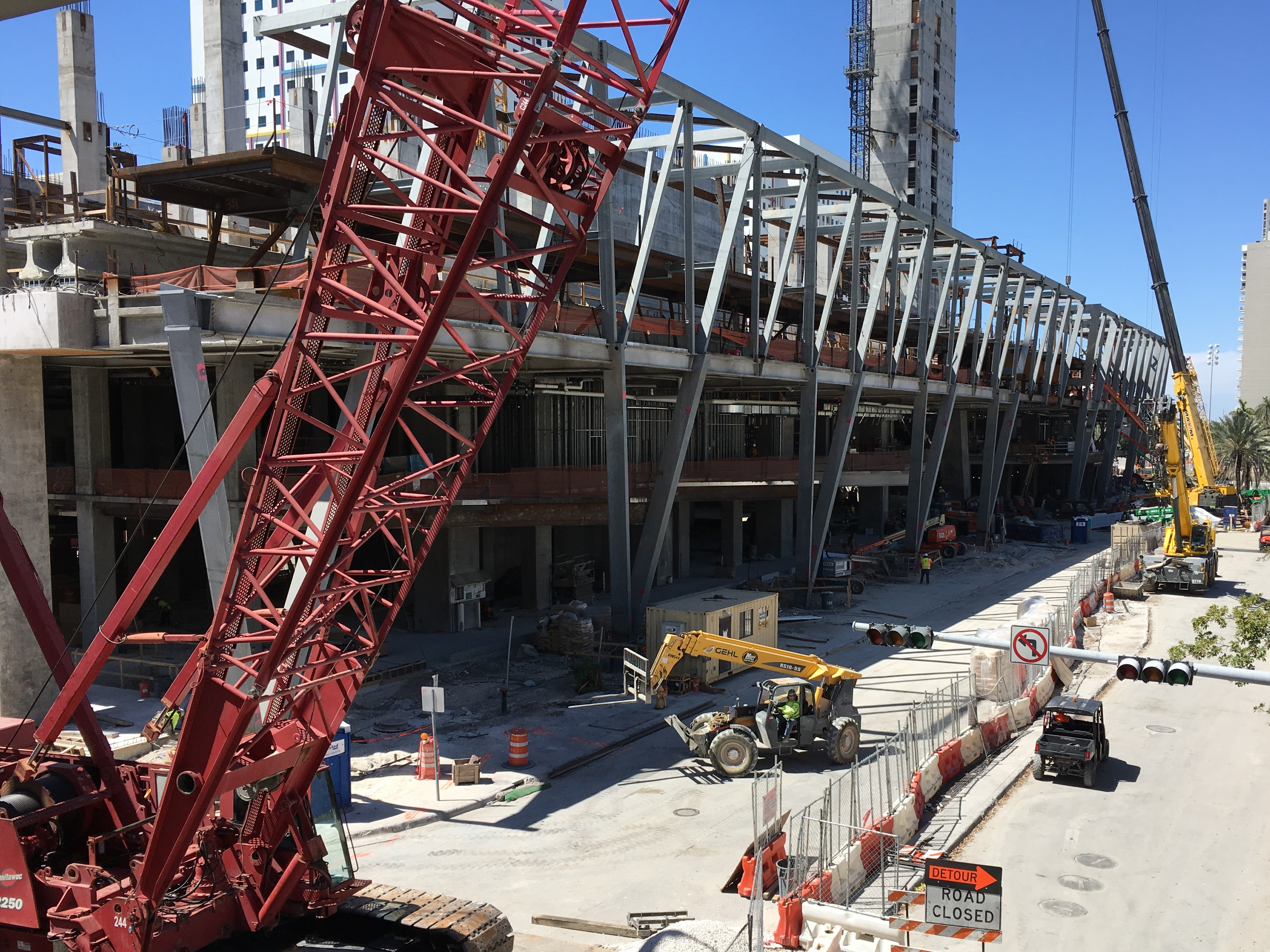
2017年4月

## 外部連結
- 维基共享资源上的相關多媒體資源：邁阿密中心站
- Official site （页面存档备份，存于）
- . Federal Railroad Administration.   [2017-11-06]. （原始内容存档于2017-06-28）.
- Tri-Rail Downtown Miami Link site （页面存档备份，存于）